# Escut de les Seychelles
L'escut de les Seychelles fou adoptat el 27 de maig de 1976, arran de la independència de l'arxipèlag, i concedit per la reina Elisabet II. Es basa en l'escut aprovat oficialment el 1961 a l'època en què les Seychelles eren una colònia britànica, al qual s'hi van afegir els suports, la cinta amb el lema i la cimera.

## Descripció
Hi figura un paisatge pictòric costaner de l'Índic amb un cocoter de mar i una tortuga gegant d'Aldabra, i al fons una illa i una goleta sota un cel ennuvolat, tot al natural. Com a suports, dos peixos vela al natural, a banda i banda de l'escut, que descansen damunt una cinta amb el lema nacional en llatí: FINIS CORONAT OPVS ('La fi corona l'obra'), escrit en lletres majúscules. Timbra l'escut un casc amb llambrequí truncat de gules i d'atzur, amb el dors d'argent, somat d'un borlet dels mateixos colors que sosté tres faixes ondades d'atzur, argent i atzur damunt de les quals vola un ocell cuajonc becgroc al natural.
El cocoter de mar i la tortuga gegant d'Aldabra són espècies característiques de les Seychelles, així com el cuajonc becgroc (Phaethon lepturus) i el peix vela (Istiophorus platypterus). La goleta al·ludeix al trànsit marítim entre les diverses illes.

## Altres escuts

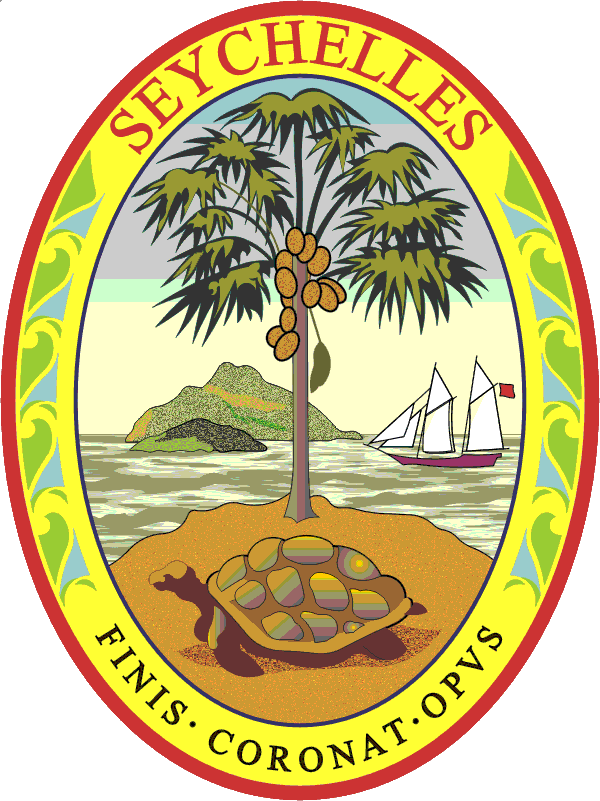
Segell colonial de les Seychelles (1961-1976)